# 코모도어 64 게임 시스템

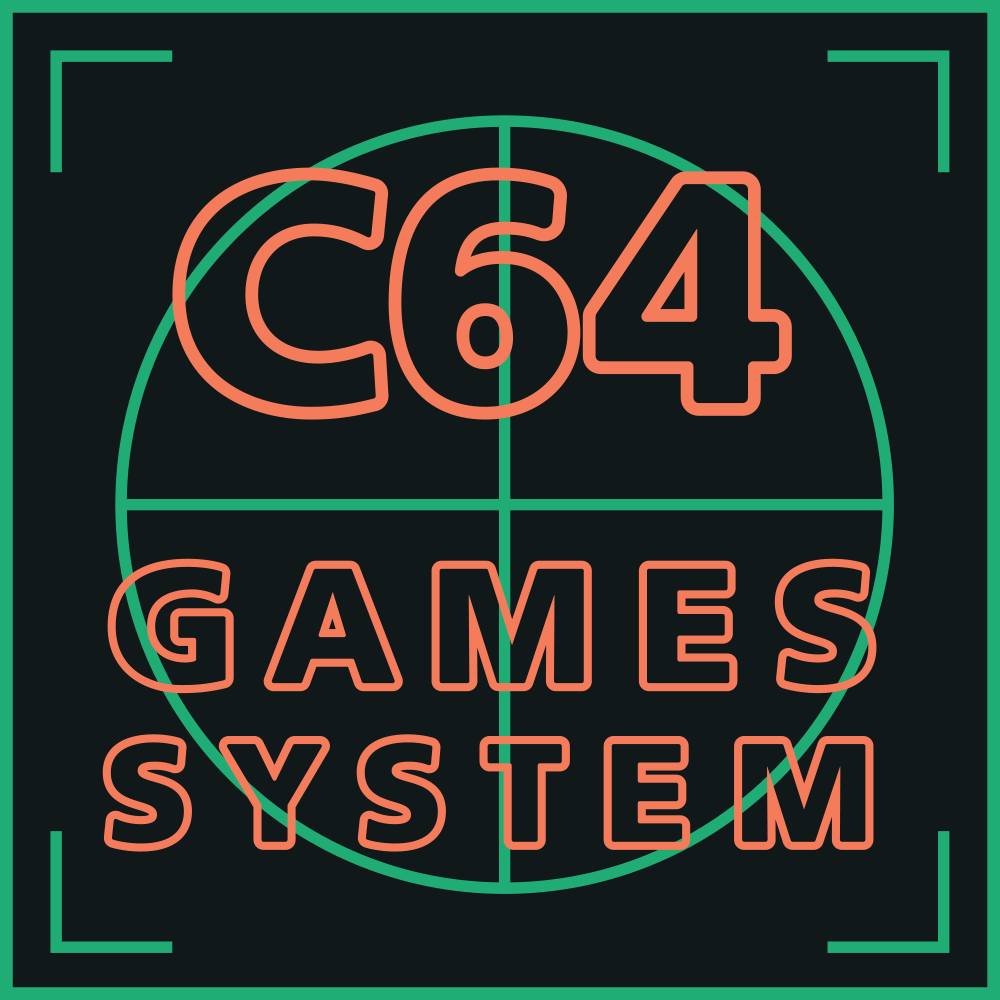
로고

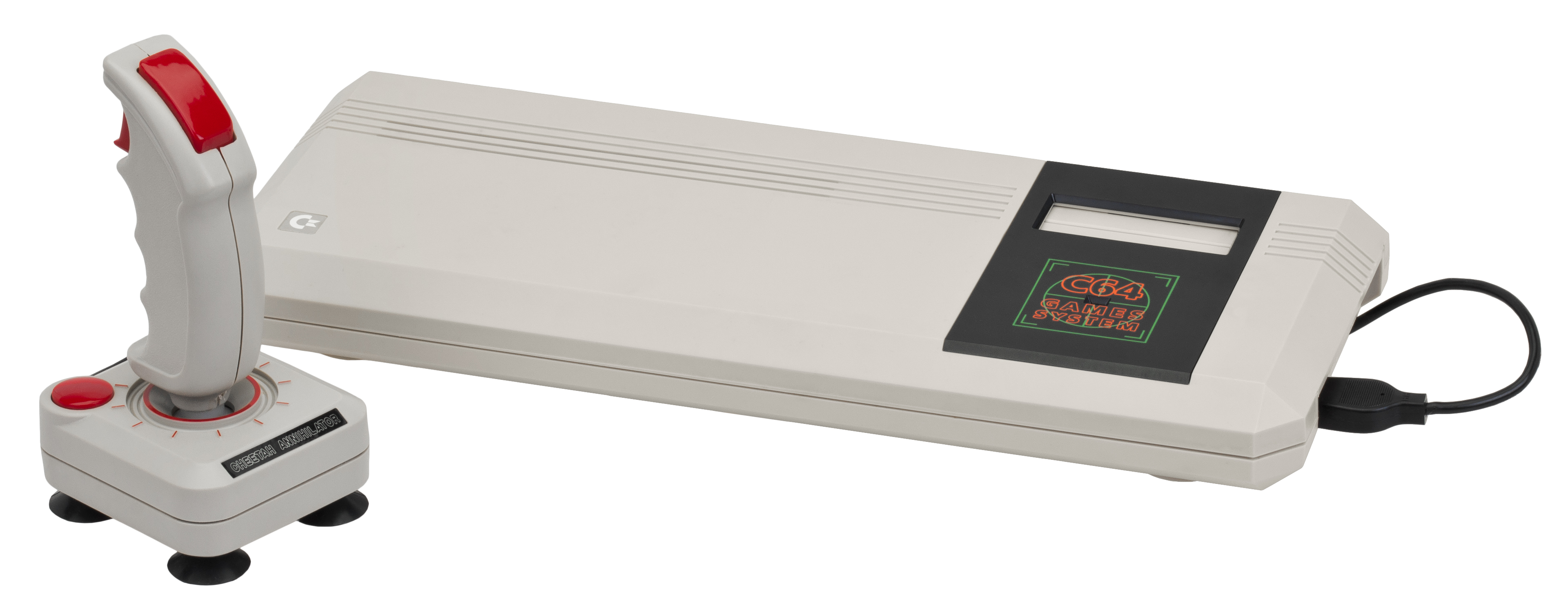
코모도어 64 게임 시스템

코모도어 64 게임 시스템(Commodore 64 Games System, 약칭 C64GS)은 인기 있는 Commodore 64 가정용 컴퓨터의 카트리지 기반 가정용 비디오 게임기 버전이다. 1990년 12월 코모도어에 의해 닌텐도와 세가가 지배하는 급성장하는 콘솔 시장에 출시되었다. 유럽에서만 출시되었으며 상당한 상업적 실패를 겪었다. C64GS에는 Fiendish Freddy's Big Top O'Fun, International Soccer, Flimbo's Quest 및 Klax 등 4가지 게임이 포함된 카트리지가 번들로 제공된다.
C64GS는 C64 하드웨어를 기반으로 한 코모도어의 첫 번째 게임 시스템이 아니다. 그러나 1982 맥스 머신(MAX Machine, 동일한 하드웨어 제품군의 매우 축소된 버전을 기반으로 한 게임 지향 컴퓨터)과 달리 C64GS는 내부적으로 호환되는 전체 C64와 매우 유사하다. 약 80,000개의 콘솔이 생산되었으며, 20,000개만 판매되었다.